# Euthalia aditha
Euthalia aditha är en fjärilsart som beskrevs av Hans Fruhstorfer 1913. Euthalia aditha ingår i släktet Euthalia och familjen praktfjärilar. Inga underarter finns listade i Catalogue of Life.